# Agrotis arenivolans
Agrotis arenivolans là một loài bướm đêm thuộc họ Noctuidae. Nó là loài đặc hữu của Maui, Đông Maui và Hawaii.